# Йелоунайф
Йелоунайф (на английски: Yellowknife, в превод „Жълт нож“) е столицата и най-големият град на Северозападните територии в Канада.
Има население от 18 700 жители (2006) и обща площ от 136 км². Основан е през 1936 г. Намира се на северния бряг на Голямото робско езеро.
Името на града и прилежащите водни площи са наречени на местно племе, което правело сечива от мед, добита в находища в региона.

## Побратимени градове
- Рино, САЩ
- Феърбанкс, САЩ
- Якутск, Русия